# René Spandauw
René Spandauw (* 8. Juni 1958 in Groningen) ist ein niederländischer Basketballtrainer.

## Laufbahn
Er spielte bis zu seinem 13. Lebensjahr Fußball, ehe er zum Basketballsport wechselte. Während seiner Spielerlaufbahn spielte der 1,95 Meter große Spandauw in der zweithöchsten Liga in den Niederlanden, zu den Vereinen, für die er aktiv war, gehörten BV Groningen und Celeritas-Donar. Seit 1979 ist er lizenzierter Basketballtrainer.
Von 1983 bis 1989 war Spandauw Cheftrainer von H. S. V. Basketball in Haren, folgende Stationen waren Computerij Meppel (1989/90) und BV Groningen (1990/91). Im Jahr 1992 gehörte er als Assistenztrainer zum Stab der Männermannschaft an der Texas A&M University in den Vereinigten Staaten, zwischen 1992 und 1994 trainierte Spandauw dann Celeritas-Donar in Groningen. Zusätzlich war er von 1993 bis 2001 als Cheftrainer der niederländischen U18-Damennationalmannschaft sowie von 1991 bis 1996 als Assistenztrainer der niederländischen Damen-A-Nationalmannschaft im Amt.
1998 hospitierte Spandauw beim WNBA-Team Charlotte Sting und war 1999 und 2000 als Talentsichter für den Klub tätig. Im Rahmen dieser Aufgabe beobachtete er vor allem den europäischen Markt. In identischer Tätigkeit war er von 2000 bis 2003 für Miami Sol (ebenfalls WNBA) beschäftigt, also teils gleichzeitig mit seinem Amt als Cheftrainer des deutschen Damen-Bundesligisten USC Eisvögel aus Freiburg, das er 2001 antrat und bis 2003 innehatte. 2002 führte er die Eisvögel ins Pokalendspiel.
In der Saison 2003/04 war Spandauw Co-Trainer an der University of Southern Mississippi in den USA, ehe er 2004 den Posten des Cheftrainers des TV 1872 Saarlouis in der Damen-Bundesliga antrat. 2009 und 2010 führte er die Saarländerinnen zum Gewinn der deutschen Meisterschaft sowie 2008, 2009 und 2010 zum Pokalsieg. Darüber hinaus erreichte Saarlouis unter seiner Leitung 2008 und 2015 die deutsche Vizemeisterschaft, 2005, 2006, 2014 und 2015 das Pokalfinale sowie in der Saison 2009/10 das Halbfinale des EuroCups. In der Saison 2011/12 stieg Saarlouis unter Spandauw in die 2. Bundesliga ab, kehrte aber 2013 als Meister der 2. Bundesliga Süd in die höchste deutsche Spielklasse zurück. 2015 endete die elfjährige Amtszeit Spandauws in Saarlouis. Der Niederländer war in den Spielzeiten 2007/08, 2008/09 und 2009/10 jeweils als Trainer des Jahres in der Damen-Basketball-Bundesliga ausgezeichnet worden. Zudem wurde er 2008 sportartübergreifend zum Trainer des Jahres im Saarland gekürt.
Neben seiner Haupttätigkeit als Trainer in Saarlouis war Spandauw in dieser Zeit auch erneut für Nationalmannschaften tätig: 2005 und 2009 betreute er als Cheftrainer die deutsche U16-Damenauswahl, 2010 war er wieder Co-Trainer der niederländischen Damen-A-Nationalmannschaft und 2011 Cheftrainer der niederländischen U18-Damen-Nationalmannschaft. 2012 leitete er die weibliche U20-Auswahl seines Heimatlandes und führte diese auf den vierten Rang bei der EM in Ungarn, was dem bis dahin besten Ergebnis einer niederländischen U20-Nationalmannschaft gleichkam.
Ende Mai 2015 wurde Spandauw als neuer Cheftrainer des Damen-Bundesligisten SV Halle vorgestellt. Anfang Dezember 2017 wurde er in Halle nach einer Serie mit acht Niederlagen aus elf Spielen entlassen. Am 1. August 2018 trat er den Dienst als Cheftrainer des Basketball-Teil- und Vollzeitinternats in Grünberg an. Im Sommer 2019 betreute er zusätzlich die deutsche U15-Nationalmannschaft der Mädchen. Zusätzlich zu seiner Aufgabe als Grünberger Internatstrainer wurde Spandauw 2021 Trainer des Damen-Zweitligisten Bender Baskets Grünberg. Aus persönlichen Gründen beendete er seine Arbeit in Grünberg mit dem Abschluss der Saison 2022/23.
Im Sommer 2024 trat er das Traineramt bei den Damen des USC Heidelberg in der 2. Bundesliga an und widmete sich ebenfalls der Aufgabe, die Strukturen im weiblichen Bereich des Heidelberger Vereins auszubauen.